# Fehérvárcsurgó
Fehérvárcsurgó är en ort i Ungern.   Den ligger i provinsen Fejér, i den västra delen av landet, 60 km väster om huvudstaden Budapest. Fehérvárcsurgó ligger 133 meter över havet och antalet invånare är 1 886.
Terrängen runt Fehérvárcsurgó är platt österut, men västerut är den kuperad. Runt Fehérvárcsurgó är det ganska tätbefolkat, med 199 invånare per kvadratkilometer. Närmaste större samhälle är Székesfehérvár, 15,9 km sydost om Fehérvárcsurgó. Trakten runt Fehérvárcsurgó består till största delen av jordbruksmark.